# Leendert van Beijeren
Leendert van Beijeren (ca. 1619 - 1649) est un peintre de l'âge d'or de la peinture néerlandaise.

## Biographie
Leendert van Beijeren est né à Amsterdam vers 1619-1620,, de Cornelis Aerts van Beijeren (? -1638) et Maritje Leenderts Brugmans (? - 1636).
Il y devient l'élève de Rembrandt. On ne connaît presque aucune œuvre qui lui soit attribuée, mais on sait qu'il peint essentiellement des portrail à l'huile.
Il meurt à Amsterdam en août 1649.